# Fernando Silva García
Fernando José Silva García (Almendral, Badajoz, España, 16 de mayo de 1977) es un exfutbolista andorrano de origen español que jugaba de delantero. En sus inicios como entrenador, estuvo al mando de las categorías inferior del equipo de fútbol E.F. Peña el Valle.

## Selección nacional
Fue internacional con la Selección de fútbol de Andorra en 51 ocasiones, anotando 2 goles.

## Clubes
| Club                    | País    | Temporada |
| ----------------------- | ------- | --------- |
| F. C. Andorra           | Andorra | 2002-2004 |
| A. D. Cerro de Reyes    | España  | 2004-2005 |
| F. C. Santa Coloma      | Andorra | 2005      |
| S. C. R. Peña Deportiva | España  | 2005-2007 |
| Imperio de Mérida C. P. | España  | 2007-2008 |
| C. F. Villanovense      | España  | 2008-2009 |
| C. D. Badajoz           | España  | 2009-2010 |
| Imperio de Mérida C. P. | España  | 2010-2011 |
| C. D. Guadiana          | España  | 2011-2012 |
| U. D. Monte Louro       | España  | 2012-2014 |